# Spirophorida
Спірофори (Spirophorida) — ряд губок класу звичайні губки (Demospongiae).
Представники ряду відомі тим, що їх їдять Бісси.

## Класифікація
Має 7 родини:
- Родина Azoricidae Sollas, 1888
- Родина Samidae Sollas, 1888
- Родина Scleritodermidae Sollas, 1888
- Родина Siphonidiidae Lendenfeld, 1903
- Родина Spirasigmidae Hallmann, 1912
- Родина Stupendidae Kelly & Cárdenas, 2016
- Родина Tetillidae Sollas, 1886